# Marian Diamond
Marian Cleeves Diamond (11 november 1926 – 25 juli 2017) var en pionjär inom det neurovetenskapliga fältet. Hon är bland annat känd som den första att publicera vetenskapliga bevis för neuroplasticitet och för sin undersökning av Albert Einsteins hjärna. Hon var dessutom en hyllad professor. Hennes föreläsningar på YouTube var 2010 den näst mest populära högskolekursen i världen. 
Diamond banbrytande forskning om neuroplasticitet publicerades 1964 och är baserad på hennes studier av råttor. En grupp råttor fick en stimulerande miljö med leksaker och liknande och en annan grupp råttor fick en ostimulerande miljö. Genom detta experimentet gick det att konstatera att de råttorna som haft en stimulerande miljö hade en tjockare cortex än de råttorna som haft en ostimulernade miljö. Det var under en lång tid konsensus inom den vetenskapliga världen att hjärnan var oföränderlig i vuxenålder, detta till den grad att trots de vetenskapliga bevisen blev Diamonds forskning kritiserad av sin samtid. 
Diamonds kända studie av Albert Einsteins hjärna började med att hon fick fyra tunna skivor från Thomas Stoltz Harvey . Harvy var den som 1955 genomförde obduktionen av Einstein och i samband med den valde han, utan tillåtelse, att själv behålla Einsteins hjärna.  
I Einsteins hjärna kunde Diamond observera att han hade signifikant fler gliaceller i förhållande till neuroner i angular gyrus, en del av hjärnan som antas ha att göra med matematiskförståelse, jämfört med hjärnor i kontrollgruppen.  Detta är dock något som debatterats. Bland annat för att det är en studie som är svårt att upprepa och bekräfta och för att en statistiskt signifikans inte nödvändigtvis betyder att det finns en praktisk signifikans, med andra ord betyder det inte att bara för att det gick att observera fler gliaceller i Einsteins hjärna än hos andra så betyder inte det att det är gliacellerna som är anledningen till Einsteins intelligens. Men att den tolkningen görs går att förklaras som ett fall av bias. Vi människor söker konstant efter mönster och förklaringar i vår omgivning. Risken för bias ökar dessutom då det finns en strävan med lång historia att hitta den anatomisk markören för intelligens, dvs hitta den bakomliggande anledningen till att vissa personer är smarta. 

## Utvalda publikationer
Under sin akademiska och vetenskapliga karriär publicerade hon flera vetenskapliga artiklar. De mest kända är:
- Mohammed, A. H., Zhu, S. W., Darmopil, S., Hjerling-Leffler, J., Ernfors, P., Winblad, B., ... & Bogdanovic, N. (2002). Environmental enrichment and the brain. In Progress in brain research (Vol. 138, pp. 109–133). Elsevier.[6]
- Diamond, M. C. (2001). Response of the brain to enrichment. Anais da Academia Brasileira de Ciências, 73(2), 211–220.[7]
- Diamond, M. C. (1990). An optimistic view of the aging brain. In Biomedical advances in aging (pp. 441–449). Springer, Boston, MA.[8]
- Diamond, M. C., Scheibel, A. B., Murphy Jr, G. M., & Harvey, T. (1985). On the brain of a scientist: Albert Einstein. Experimental neurology, 88(1), 198–204.[9]
- Globus, A., Rosenzweig, M. R., Bennett, E. L., & Diamond, M. C. (1973). Effects of differential experience on dendritic spine counts in rat cerebral cortex. Journal of comparative and physiological psychology, 82(2), 175.[10]
- Diamond, M. C., Law, F., Rhodes, H., Lindner, B., Rosenzweig, M. R., Krech, D., & Bennett, E. L. (1966). Increases in cortical depth and glia numbers in rats subjected to enriched environment. Journal of Comparative Neurology, 128(1), 117–125.[11]
- Diamond, M. C., Krech, D., & Rosenzweig, M. R. (1964). The effects of an enriched environment on the histology of the rat cerebral cortex. Journal of Comparative Neurology, 123(1), 111–119.[12]
- Bennett, E. L., Diamond, M. C., Krech, D., & Rosenzweig, M. R. (1964). Chemical and anatomical plasticity of brain. Science, 146(3644), 610–619.[13]
- Rosenzweig, M. R., Krech, D., Bennett, E. L., & Diamond, M. C. (1962). Effects of environmental complexity and training on brain chemistry and anatomy: a replication and extension. Journal of comparative and physiological psychology, 55(4), 429.[14]

### Böcker
- Diamond Books & Elson, L.M.  (1985). Human brain coloring book. Harpercollins Publishers Inc.
- Diamond, M. C. (1988). Enriching heredity: The impact of the environment on the anatomy of the brain. New York: The Free Press.
- Diamond, M.C. & Hopson, J.L.  (1998). Magic trees of the mind: how to nurture your child's intelligence, creativity, and healthy emotions from birth through adolescence. New York: Dutton.

## Dokumentärfilm

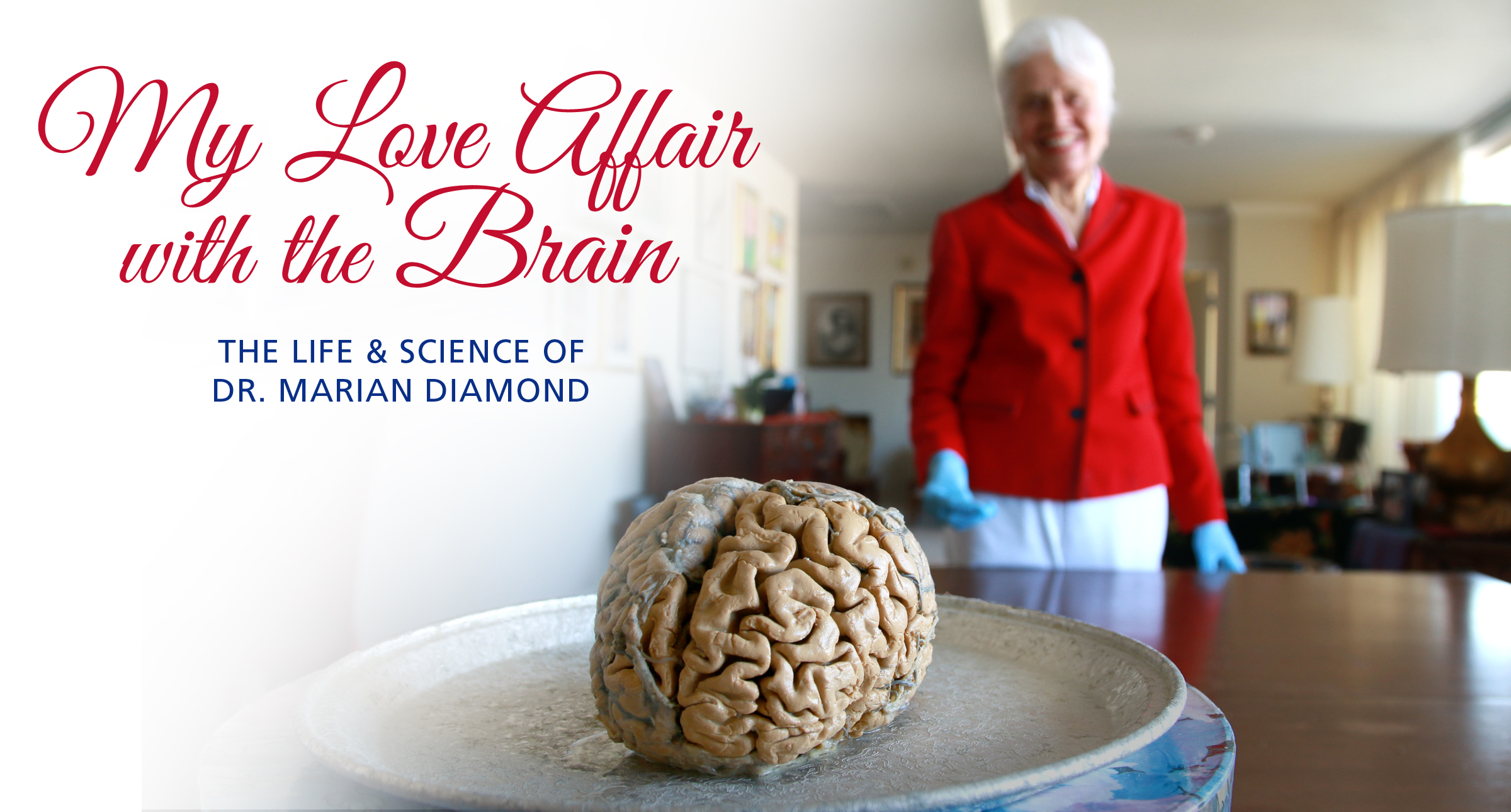
Affischen för My Love Affair with the Brain

My Love Affair with the Brain: The Life and Science of Dr. Marian Diamond är en dokumentärfilm från 2017 om Marian Diamonds liv som en kvinnlig pijonär i vetenskapens värld, hennes passion för den mänskliga hjärnan, för forskning och för undervisning. Den spelades in under hennes sista fem år i yrket. Mayim Bialik medverkar i filmen som kommentator.